# Madame Guyard

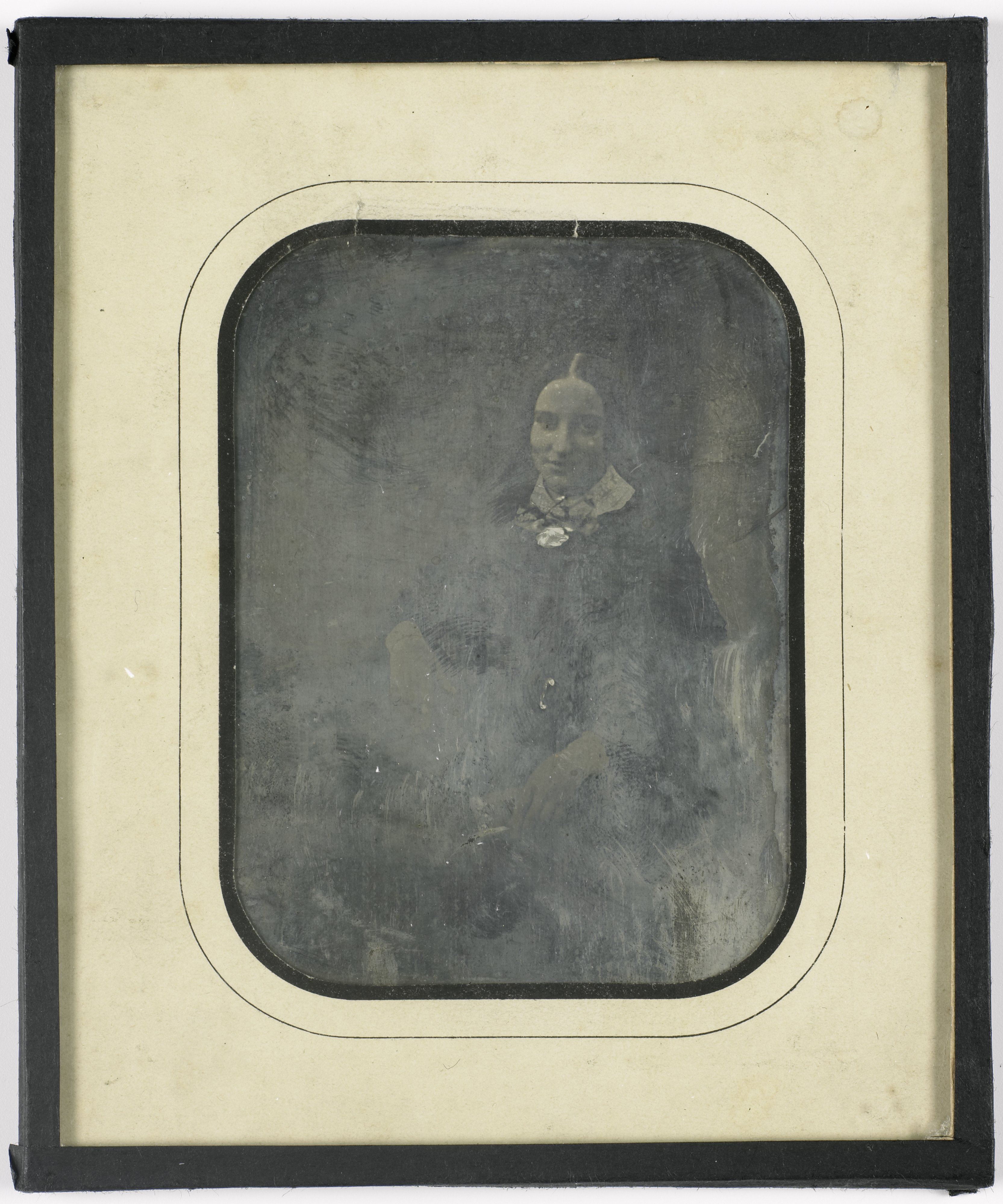
Portret van een onbekende vrouw, met opschrift, verso: ‘Estab. de Mr& Mme Guyard, situé Prinsegracht bij de Vijzelstraat 96,79 (...)’

Madame Guyard, geboren als Elisabeth Van den Plas (Watermaal-Bosvoorde, 1804 – Brussel, 1887), was de eerste gekende vrouwelijke fotograaf in België. Ze reisde rond om haar diensten al daguerreotypist aan te bieden. 
De daguerreotypie werd in 1839 uitgevonden in Parijs en leende zich uitstekend voor portretten. Zo adverteerde Madame Guyard in de zomer van 1843 in Le Messager de Gand dat ze vanuit het Hôtel du Lion d’Or werkte, maar ook aan huis kwam.
In 1844 was ze te vinden in Doornik, waarna ze naar Nederland uitweek om er met haar man Jean Guyard vanuit Amsterdam te werken. Ze trok eveneens door Nederland en deed onder andere Den Bosch, Arnhem, Utrecht en Den Haag aan. In Rotterdam adverteerde ze in 1845 als daguerreotypist die portretten inkleurt, en werkte in de stad tot in 1851. Daarna stopte ze met de fotografie en trok naar Parijs.

Uit haar periode in Nederland zijn portretten bewaard. Deze zijn te vinden in de collecties van het Rijksmuseum in Amsterdam, de Universiteit Leiden en het Museum Rotterdam.